# 深共晶溶媒

共晶点、組成、温度を表すために使用される、架空の二元混合物の相図。

深共晶溶媒（しんきょうしょうようばい、英: Deep eutectic solvents、DES）は、ルイスまたはブレンステッド酸および塩基の混合溶液であり、共晶混合物を形成する。深共晶液体や深共融溶媒とも呼ばれる。

## 概要
深共晶溶媒は、親成分の構造や相対比率を変化させることで、高度に調整可能であり、触媒、分離、および電気化学プロセスなど、幅広い応用が期待されている。深共晶溶媒の親成分は、複雑な水素結合ネットワークを形成しており、親化合物と比較して、著しい凝固点降下をもたらす。凝固点降下の程度は、塩化コリンと尿素をモル比1:2で混合した深共晶溶媒によりよく示される。塩化コリンの融点（分解点）は302 ℃、尿素の融点は133 ℃であり、それぞれ室温で固体の性質を持つが、モル比1:2で組み合わせることで、融点が12 ℃まで低下し、室温で液体になる。深共晶溶媒は、難燃性や自在に調整可能な点など、イオン液体と類似した特徴を持つ。しかし、イオン液体は離散イオンからなる純粋な塩で構成されるので、深共晶溶媒とは異なる。 また、深共晶溶媒は、非可燃性、低蒸気圧、低毒性のため、揮発性有機化合物（VOC）とは異なる。
第1世代の深共晶溶媒は、第四級アンモニウム塩とアミンやカルボン酸などの水素結合供与体の混合物に依拠しており、組成に基づき4つのタイプに分類することができる。
| I型   | 第四級アンモニウム塩 + 金属塩         |
| II型  | 第四級アンモニウム塩 + 金属塩水和物   |
| III型 | 第四級アンモニウム塩 + 水素結合供与体 |
| IV型  | 金属塩水和物 + 水素結合供与体         |

I型は、1980年代に広く研究されたイミダゾリウムクロロアルミナートなどのクロロメタレートイオン液体が含まれる。これらは、塩化アルミニウム + 1-エチル-3-メチルイミダゾリウムクロライドの混合物に基づいている。
II型は、I型と組成が同じだが、ハロゲン化金属の水和物を含む。
III型は、第四級アンモニウム塩（例：塩化コリン）や水素結合供与体（例：尿素、エチレングリコール）などの水素結合受容体と水素結合供与体からなり、金属を含まない深共晶溶媒に分類される。また、これは、電極めっき、電解研磨、金属抽出などの金属加工で応用されてきた。
IV型は、III型と類似しているが、水素結合受容体を、第四級アンモニウム塩からハロゲン化金属に置き換え、水素結合供与体に、尿素などの有機物を用いている。また、これは、カチオン性金属錯体を生成し、電極表面に近い二重層が高濃度の金属イオンを有するため、電極めっきへの応用が期待される。
これまでのところ、工業プロセスや装置での深共晶溶媒の広範な実用化は、高粘度や低イオン移動度が妨げとなり実現していない。さらに、親化合物の構造と溶媒の機能の関係が未解明のため、全体的な設計規則の開発が妨げられている。そのため、構造と機能の関係の解明が現在進められている。

## 合成
深共晶溶媒の合成は、何段階もの化学合成と精製を必要とするイオン液体に比べ、簡単かつ無公害である。合成方法は、 深共晶溶媒を構成する成分を適切な比率で混合し、均質で透明な液体が得られるまで加熱するだけである。これらの成分は、水素結合供与体と水素結合受容体と呼ばれる。深共晶溶媒の組成は、示差走査熱量測定（DSC）や、モル組成が異なる混合物の融点と温度を測定することで特定できる。

## 物理化学的性質
深共晶溶媒を形成する混合物の融点が劇的に低下するのは、水素結合供与体とアニオン種の間の水素結合型相互作用によるものと考えられ、ある成分の比率を変えることにより、融点だけでなくある深共晶溶媒と別の深共晶溶媒との間に、あらゆる物理化学的性質の大きな変化が現れる。
深共晶溶媒の粘度と表面張力は、従来の溶媒の大部分と比較すると著しく高いが、イオン液体に近い。粘度は、ファンデルワールス力や静電相互作用に加えて、水素結合の影響を受ける。深共晶溶媒は、比較的密度が低く、一部の深共晶溶媒では-50 ℃程度の広範囲の温度で液体になる。また、深共晶溶媒は蒸気圧が非常に低いため、引火性がほとんどない。
これらの溶媒は高い熱安定性を持ち、耐熱性は200 ℃を超える。
深共晶溶媒の毒性と生分解性は、その成分（カチオン性塩、対イオン、水素結合供与体）と関連している。塩化コリンは生分解性が高く、無毒であると考えられており、食品添加物としても使用されている。これをグリセリンや尿素のような非常に低毒性の水素結合供与体と併用することで、無毒の深共晶溶媒が得られる。

## 天然深共晶溶媒
天然深共晶溶媒（てんねんしんきょうしょうようばい、英: Natural deep eutectic solvents、NADES）は、植物由来の一次代謝産物である有機酸、糖、アルコール、アミン、およびアミノ酸などの2種類以上の化合物から構成される、生物由来の深共晶溶媒である。天然深共晶溶媒のリストは以下の通りである:
| 天然深共晶溶媒の構成     | モル比 |
| ------------------------ | ------ |
| アコニット酸：塩化コリン | 1:1    |
| リンゴ酸：グルコース     | 1:1    |
| リンゴ酸：フルクトース   | 1:1    |
| リンゴ酸：スクロース     | 1:1    |
| クエン酸：スクロース     | 1:1    |
| マレイン酸：スクロース   | 1:1    |
| グルコース:フルクトース  | 1:1    |
| フルクトース：スクロース | 1:1    |
| グルコース：スクロース   | 1:1    |
| マレイン酸：グルコース   | 4:1    |
| クエン酸：グルコース     | 2:1    |

Choi、Spronsenらの研究によると、水は溶媒の一部として存在し、液体中で強く保持され、蒸発しないことが示された。

## 研究
深共晶溶媒は、ビストリフリミドなどの離散アニオンに基づく現代のイオン液体と比較すると、多くの類似した特徴を持つが、深共晶溶媒はイオン化合物ではなく、イオン混合物であるため、製造コストが安く、場合によっては生分解性も有する。したがって、深共晶溶媒は安全で効率的、簡単で低価格な溶媒として使用できる。
現在までに、深共晶溶媒の用途が数多く研究されている。深共晶溶媒の成分とモル比を変化させることで、新しい深共晶溶媒を作成することができる。そのため、毎年多くの新たな応用例が文献で紹介されている。深共晶溶媒の初期の応用例としては、深共晶溶媒を電解質として電解研磨を行うものだった。
安息香酸（溶解度0.82 mol/L）などの有機化合物は、深共晶溶媒内で非常に溶解性が高く、これにはセルロースも含まれている。そのため、深共晶溶媒は、複合体であるマトリックスから、安息香酸などの原料を抽出するための抽出溶媒として応用された。また、深共晶溶媒を用いて、ナフサから芳香族炭化水素を分離する研究が行われ、2012年と2013年に有望な結果が発表された。
バイオディーゼルの製造と精製、および分析における金属抽出能力についての適用可能性についても研究された。また、深共晶溶媒にマイクロ波加熱を組み合わせることで、効率的に深共晶溶媒の溶解力を高め、大気圧下での生体試料の完全溶解に必要な時間を短縮できる。さらに、注目すべきは、プロトン伝導性深共晶溶媒（例：イミダゾリウムメタンスルホナートと1,2,4-トリアゾールのモル比1：3の混合物、または、1,2,4-トリアゾリウムメタンスルホナートと1,2,4-トリアゾールのモル比1：3の混合物、ただし、ブレンステッド塩基は水素結合供与体として作用する可能性がある。）が、燃料電池用のプロトン伝導体としての応用が見出されている点である。
深共晶溶媒は、独自の組成を持つため、有望な溶媒和環境であり、溶質の構造や自己集合に影響を与える。例えば、最近の研究では、深共晶溶媒中でのラウリル硫酸ナトリウムの自己集合が研究され、深共晶溶媒が水中とは異なるマイクロエマルションを形成することが示唆された。また、別の場合では、深共晶溶媒中でのポリビニルピロリドンの溶媒和は水とは異なるため、深共晶溶媒はポリマーにとってより良い溶媒である。さらに、溶質の状態により、均一または不均一な混合物が形成されることも示されている。
深共晶溶媒は、金や他の金属を鉱石から抽出する際に、より環境に配慮した溶媒としての利用についても研究されている。また、深共晶溶媒を使用して溶媒抽出に関する研究が行われており、近年、チャルマース工科大学のマーク・フォアマン（Mark Foreman）が、この話題に関する論文を何報か発表している。彼は、応用的な視点からバッテリーのリサイクルにおける溶媒の使用について述べ、深共晶溶媒から金属を溶媒抽出する史上初の研究を発表した。また、深共晶溶媒の熱力学的活量に関する2報の純理論的な研究論文を発表しており、最初の論文では、深共晶溶媒内の活量係数が塩化ナトリウム溶液中の値から大きく逸脱することを指摘し、後の論文では、SIT方程式を用いて深共晶溶媒内の活量係数を数学モデルで示した。最後に、改良した熱電性ポリマー膜の合成において、深共晶溶媒を熱電ポリマーに組み込むことで、熱電分野における深共晶溶媒の関わりが研究された。